# Vagel
En vagel är en akut bakteriell infektion i en talgkörtel i ett ögonlock med varbildning som följd. Vanligtvis uppkommer de vid ögonlockets kanter. En vagel läker ofta utan behandling, men ibland används antibiotikum i form av ögonsalva.
Yttre vaglar (hordeolum externum) beror på att en talgkörtel som mynnar vid ögonfranskanten inflammerats, men man kan även få inre vaglar (hordeolum internum) i körtlar som sitter djupare i ögonlocken. Djupa vaglar kan ibland irritera och skava på ögat. En del hudsjukdomar, som till exempel akne, kan göra att man återkommande får många vaglar.
En vagel kan kapsla in sig som en liten oöm knöl och kallas då chalazion (ej att förväxla med svampsläktet). Den kan precis som vageln finnas under det nedre eller det övre ögonlocket. Vanligtvis försvinner de med tiden, dock kan det ta tid – upp till sex månader. Chalazion är ofarligt, men om de ger besvär och inte går bort av sig själv kan läkare avlägsna dem under lokalbedövning.